# Stanisław Heilman
Stanisław Kostka Józef Heilman, ps. „Stanisławski“, „Tomasz”, „Wileńczyk”, „Zatorski” (ur. 8 listopada 1894 w Błażowej, zm. 16 września 1947 w Workucie) – podpułkownik dyplomowany Wojska Polskiego, oficer 5 Pułku Piechoty Legionów, uczestnik kampanii wrześniowej, organizator struktur Związku Walki Zbrojnej i Armii Krajowej w Wilnie, więzień łagrów sowieckich, kawaler Orderu Virtuti Militari.

## Życiorys
Jego rodzicami byli Antoni Heilman (1860-1940) i Teodozja z domu Orłów. Ojciec był kierownikiem szkoły w Błażowej, a następnie w latach 1912-1926 kierownikiem szkoły powszechnej w Muszynie (Małopolska).
Stanisław Heilman w 1912 ukończył Gimnazjum św. Jacka w Krakowie, a w 1913 rozpoczął kurs dla urzędników pocztowych i następnie pracował na poczcie. Po wybuchu I wojny światowej, w sierpniu 1914, zgłosił się ochotniczo do Legionu Wschodniego, a po jego rozwiązaniu w końcu września tegoż roku został wcielony do armii austriackiej, w której służył aż do upadku Austro-Węgier.
Od listopada 1918 w stopniu porucznika pełnił służbę w 5 Pułku Piechoty Legionów  w Wilnie. Brał udział w kampanii lwowskiej i wojnie polsko-bolszewickiej 1919-1920. Po zakończeniu wojny kontynuował naukę. W 1922 zdał egzamin maturalny, a 15 sierpnia 1924 został awansowany na kapitana i przydzielony do sztabu 1 Dywizji Piechoty w Wilnie. W 1929 rozpoczął studia w Wyższej Szkole Wojennej, którą ukończył w 1931. Jako oficer dyplomowany został odkomenderowany w 1931 do sztabu Korpusu Ochrony Pogranicza. W 1933 ponownie służył w 5 Pułku Piechoty Legionów.  W 1934 został awansowany na majora dyplomowanego. Brał udział w wojnie obronnej 1939.
Po klęsce Polski w 1939 przebywał w Wilnie podczas okupacji sowieckiej, litewskiej i niemieckiej. Działał najpierw w ramach Kół Pułkowych wchodzących w skład Okręgu Wileńskiego SZP-ZWZ. Przybrał wówczas pseudonim „Wileńczyk”. W końcu 1941 został mianowany szefem Oddziału I (organizacyjnego) sztabu Okręgu Wileńskiego. We wrześniu 1942 przeniesiono go na stanowisko szefa Oddziału IV (kwatermistrzowskiego). Przewidywano go do sztabu organizacji „NIE” planowanej na wypadek okupacji ziem polskich przez Związek Sowiecki.
Na przełomie czerwca i lipca 1944 przebywał na kolejnej odprawie organizacji „NIE” w Komendzie Głównej w Warszawie. Z Warszawy wyruszył do Wilna dopiero 8 lipca 1944 i nie zdążył wziąć udziału w operacji „Ostra Brama”. Wrócił do Wilna w drugiej połowie lipca 1944, już po aresztowaniu generała Aleksandra Krzyżanowskiego „Wilka” i oficerów AK przez władze sowieckie. Mimo że formalnie był przewidziany na komendanta organizacji pod okupacją sowiecką zastał już odbudowane struktury pod dowództwem podpułkownika Juliana Kulikowskiego „Ryngrafa”. Podporządkował mu się i został szefem sztabu Okręgu Wileńskiego AK, a jednocześnie zastępcą Komendanta. Odbudował struktury konspiracyjne, stając się faktycznym reorganizatorem siatki okręgu.
8 stycznia 1945, po aresztowaniu podpułkownika Kulikowskiego przez NKWD, objął funkcję Komendanta okręgu. Przystąpił do kolejnego odtwarzania struktur polskiego podziemia niepodległościowego. Wobec postanowień jałtańskich, wykonując dyrektywy Komendanta Głównego AK, wydał 18 lutego 1945 rozkaz nr 10 – dotyczący rozwiązania Armii Krajowej w Okręgu Wileńskim. Zgodził się też na ewakuację struktur konspiracyjnych, przygotowując olbrzymią operację przerzucenia zasobów ludzkich wileńskiej AK na terytorium Polski centralnej. W lutym 1945 uzyskał zatwierdzenie na stanowisku Komendanta Wileńskiego Okręgu w stanie likwidacji.
27 marca 1945 został aresztowany w swoim mieszkaniu przy ul. Kasztanowej 7 m. 5 w Wilnie. Przeszedł ciężkie śledztwo. Został skazany 29 sierpnia 1945 na 15 lat łagrów. Zmarł w Workucie 16 września 1947.
Żonaty był z Ireną z domu Zatorską. Małżeństwo było bezdzietne. Jego rodzony brat, Kazimierz Heilman, był podpułkownikiem Wojska Polskiego. Z dwóch braci przyrodnich Romuald był nauczycielem, żołnierzem AK i działaczem WiN, zaś Jan więźniem Auschwitz, zamordowanym w maju 1942.

## Ordery i odznaczenia
- Krzyż Srebrny Orderu Wojennego Virtuti Militari
- Krzyż Walecznych
- Krzyż Niepodległości[potrzebny przypis]
- Złoty Krzyż Zasługi
- Srebrny Krzyż Zasługi
- Medal Niepodległości
- Medal Pamiątkowy za Wojnę 1918–1921
- Medal Dziesięciolecia Odzyskanej Niepodległości